# Волохонский, Лев Яковлевич
Лев Я́ковлевич Волохо́нский (16 мая 1945, Омск — 6 мая 2003, Москва) — советский диссидент, геолог, один из активных участников независимого профсоюзного и правозащитного движения в СССР.

## Биография
Родился в Омске, куда из блокадного Ленинграда были эвакуированы его родители, в 1947 году семья возвратилась в Ленинград. В 1962 году Волохонский поступил в Ленинградский горный институт, но оставил его после первого курса. В 1963 году сдал вступительные экзамены на геологический факультет ЛГУ. Со второго курса был призван в армию, в 1964—1967 годах служил в погранвойсках, после окончания службы продолжил обучение на геологическом факультете. Окончив университет в 1971 году, диплом защищать не стал.
Во время учёбы и позже он участвовал в нескольких геологических экспедициях на севере Сибири и в Карелии. В дальнейшем работал сторожем, слесарем по ремонту лифтов, кочегаром в угольной котельной, приёмщиком стеклотары (вместе с бывшим политзаключённым Юрием Таракановым).
С конца 1960-х годов Волохонский обменивался со множеством друзей и знакомых труднодоступной в те годы литературой (общественно-политической, религиозно-философской, исторической, художественной), в том числе самиздатом и тамиздатом, а также литературой, изданной до 1927 года. Некоторые книги он копировал фотоспособом, перепечатывал на машинке или ксероксе. В 1970-е выпускал машинописный альманах «С бору по сосенке», включавший в себя, в основном, стихи и рассказы. Сам писал статьи на религиозно-философские темы, но не распространял их в самиздате.
Дети: дочери Нина и Мария, сын Владимир (род. 1979) — общественный и политический деятель, бывший муниципальный депутат в Санкт-Петербурге, эмигрант.

## Правозащитная деятельность
В середине 1970-х Волохонский познакомился с Владимиром Борисовым, входившим в Инициативную группу по защите прав человека в СССР, затем с Владимиром Сквирским, и рядом других московских диссидентов.
Принимал большое участие в создании и работе Свободного межпрофессионального объединения трудящихся — первой оформленной попытки создания в СССР независимого профсоюза по образцу «Солидарности». В октябре 1978 года при основании организации вошёл в её Совет представителей, однако уже 12 марта 1979 года был арестован и 12 июня осуждён по статье 190 ч. 1 УК РСФСР («Распространение заведомо ложных измышлений, порочащих советский государственный и общественный строй») на 2 года колонии общего режима. В вину вменялось составление документов СМОТ, а также передача иностранным корреспондентам информации о создании СМОТ.
После освобождения в 1981 году продолжил свою деятельность и уже в 1982 году был вновь арестован и осуждён, на этот раз по статье 70 ч. 1 («Агитация или пропаганда, проводимая в целях подрыва или ослабления советской власти…») на 5 лет лагеря колонии строгого режима и 4 года ссылки. Вскоре после его ареста Александром Скобовым в СПб на стенах зданий в центре города были сделаны надписи «Свободу политзаключённым», «Свободу Волохонскому!», «КГБ — хрен тебе», после чего он также был арестован.
После освобождения в 1987 году продолжил свою деятельность, возглавляя Информационное агентство СМОТ, занимавшееся выпуском и продажей православно-монархического издания «Российские ведомости» (не газеты, которой тогда ещё не существовало, а одноимённого журнала). В конце 1990-х — начале 2000-х вместе с женой Ольгой Корзининой занимался выпуском газеты «Собачья жизнь».
В 2010 году опубликована книга Волохонского «Жизнь по понятиям», посвящённая истории преступного мира.